# Филипович, Алина Марьяновна
Алина Марьяновна Филипович (укр. Філіпович Аліна Мар'янівна, род. 4 июля 2005) — украинская спортсменка, борец вольного стиля, серебряный призёр чемпионата Европы 2024 года, бронзовый призёр чемпионата Европы 2025 года.

## Биография
Родилась в 2005 году. В 2021 году Алина завоевала бронзовую медаль на чемпионате мира по борьбе среди юниоров, проходившем в Будапеште, в весовой категории до 53 кг.
В 2022 году Филипович стала бронзовым призёром чемпионата Европы по борьбе среди юниоров 2022 года, проходившего в Бухаресте, в весовой категории до 57 кг.
В 2023 году Алина завоевала золотые медали на чемпионате мира по борьбе среди молодёжи в Аммане и на чемпионате Европы по борьбе среди молодёжи в Сантьяго-де-Компостела в весовой категории до 57 кг.
На чемпионате Европы по борьбе 2024 года Филипович завоевала серебряную медаль в весовой категории до 59 кг, проиграв в финальном поединке азербайджанской спортсменке Алёне Колесник.
В апреле 2025 года на чемпионате Европы в Братиславе в весовой категории до 59 кг завоевала бронзовую медаль. В схватке за третье место одолела соперницу из Венгрии Эрику Богнар.